# Saint-Jean-de-Védas
Saint-Jean-de-Védas is een gemeente in het Franse departement Hérault (regio Occitanie). De plaats maakt deel uit van het arrondissement Montpellier. Saint-Jean-de-Védas telde op 1 januari 2022 13.300 inwoners.

## Geografie
De oppervlakte van Saint-Jean-de-Védas bedroeg op 1 januari 2022 12,89 vierkante kilometer; de bevolkingsdichtheid was toen 1.031,8 inwoners per km².

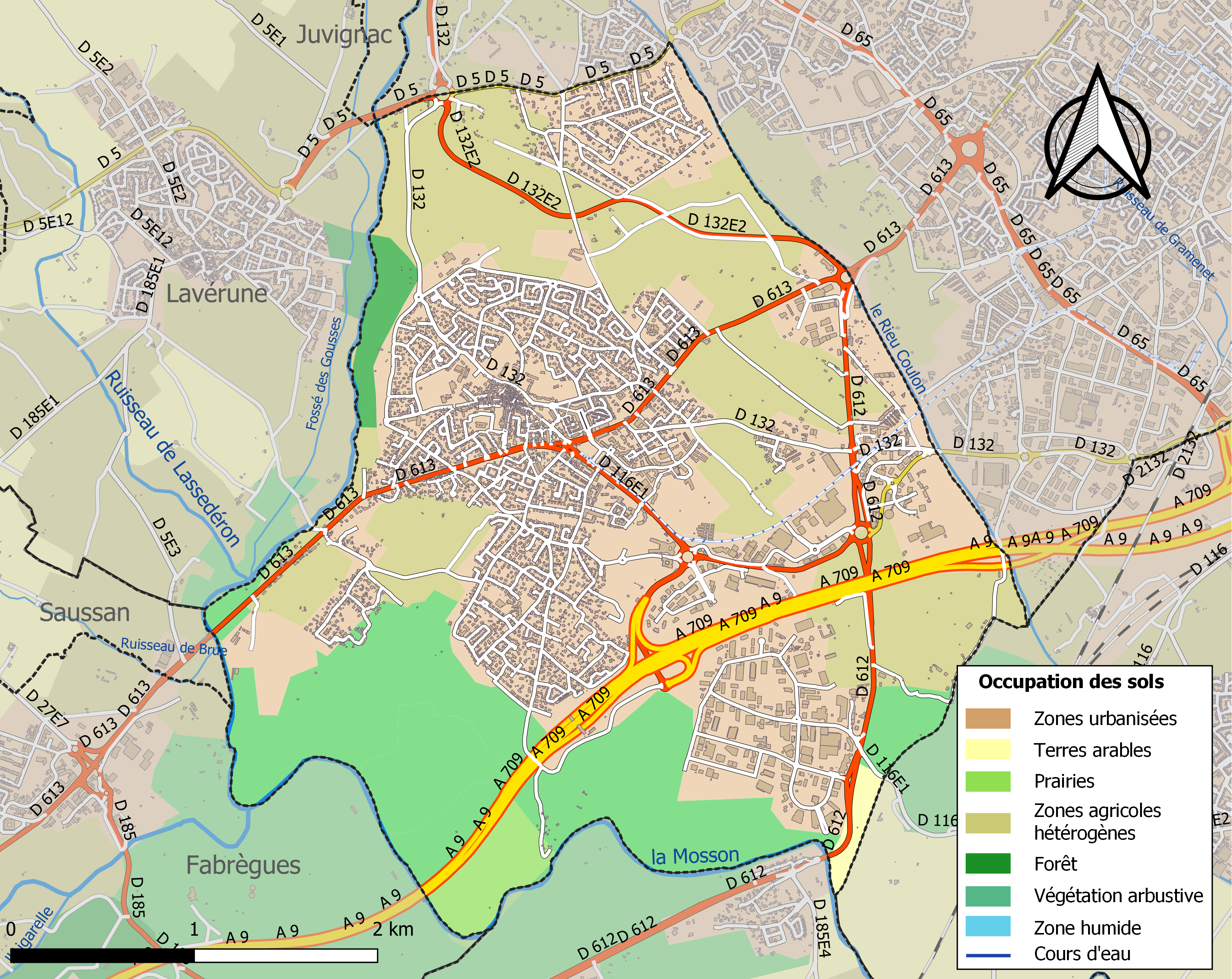
Kaart van de gemeente met belangrijkste infrastructuur, bodemgebruik en omliggende gemeenten

## Demografie
Onderstaande figuur toont het verloop van het inwonertal (bron: INSEE-tellingen).

## Verkeer
In de gemeente ligt het eindpunt van lijn 2 van de tram van Montpellier.